# 1989年の文学
1989年の文学（1989ねんのぶんがく）では、1989年（平成元年）の文学に関する出来事について記述する。

## できごと
- 1月12日 - 第100回芥川龍之介賞・直木三十五賞（1988年下半期）の選考委員会開催。
- 3月20日、吉本ばななの『TUGUMI』が中央公論社より刊行される[1]。同書は1989年年間ベストセラーの総合1位を記録した[2]。
- 5月 - 三島由紀夫の『金閣寺』（1956年）がソビエトの文芸雑誌にロシア語で全訳され初掲載（ソ連での三島作品の初発表）[3]。
- 5月18日 - 第2回山本周五郎賞の決定発表。吉本ばななの『TUGUMI』が受賞する。
- 7月15日 - 吉本ばななの作品集『白河夜船』が福武書店より刊行される。同書は1989年年間ベストセラーの総合5位を記録した[2]。
- 9月30日 - 吉本ばななの初エッセイ集『パイナツプリン』が角川書店より刊行される。同書は1989年年間ベストセラーの総合12位を記録した[2]。

## 賞

### 芥川賞・直木賞
第100回（1988年下半期）
- 芥川賞 - 南木佳士『ダイヤモンドダスト』、李良枝『由煕』
- 直木賞 - 杉本章子『東京新大橋雨中図』、藤堂志津子『熟れてゆく夏』

第101回（1989年上半期）
- 芥川賞 - 該当作なし
- 直木賞 - ねじめ正一『高円寺純情商店街』、笹倉明『遠い国からの殺人者』

### 国内のその他の賞
- 谷崎潤一郎賞（第25回） - 該当作なし
- 泉鏡花文学賞（第17回） - 石和鷹『野分酒場』、北原亞以子『深川澪通り木戸番小屋』
- 群像新人文学賞（第32回） - 該当作なし
- 野間文芸新人賞（第11回） - 伊井直行『さして重要でない一日』
- 海燕新人文学賞（第8回） - 木下文緒『レプリカント・パレード』、石黒達昌『最終上映』
- 山本周五郎賞（第2回） - 吉本ばなな『TUGUMI』

## 1989年の本

### 小説
- 小川洋子 『完璧な病室』（福武書店）
- 佐藤泰志 『そこのみにて光輝く』（河出書房新社）
- 関川夏央 『水の中の八月』（講談社）
- 藤沢周平 『市塵』（講談社）
- 吉本ばなな 『TUGUMI』（中央公論社）、『白河夜船』（福武書店）

### その他
- 澤口たまみ 『虫のつぶやき聞こえたよ』（白水社）
- 高島俊男 『中国の大盗賊』（講談社）
- 村上春樹 『村上朝日堂はいほー!』（文化出版局）
- 養老孟司 『唯脳論』（青土社）
- 吉本ばなな 『パイナツプリン』（角川書店）

## 死去
- 1月18日 - ブルース・チャトウィン、イギリスの小説家。48歳没。
- 2月6日 - バーバラ・タックマン、米国の作家。77歳没。
- 2月9日 - 手塚治虫、日本の漫画家。60歳没。
- 3月27日 - マルカム・カウリー、米国の詩人・批評家。90歳没。
- 4月10日 - 色川武大、日本の小説家。60歳没。
- 4月19日 - ダフニ・デュ・モーリエ、イギリスの小説家。81歳没。
- 9月4日 - ジョルジュ・シムノン、ベルギー出身の推理作家。フランス語で書く。86歳没。
- 9月15日 - ロバート・ペン・ウォーレン、米国の詩人・小説家。1947年に『All the King's Men』でピューリッツァー賞を受賞した。84歳没。
- 10月25日 - メアリー・マッカーシー、米国の作家。77歳没。
- 11月4日 - 隆慶一郎、日本の脚本家・小説家。66歳没。
- 11月7日 - 赤木健介、日本の詩人・歌人。82歳没。
- 12月9日 - 開高健、大阪市出身の小説家。58歳没。
- 12月22日 - サミュエル・ベケット、アイルランド出身のフランスの劇作家・小説家。1969年にノーベル文学賞を受賞した。83歳没。